# Sun Yun-suan

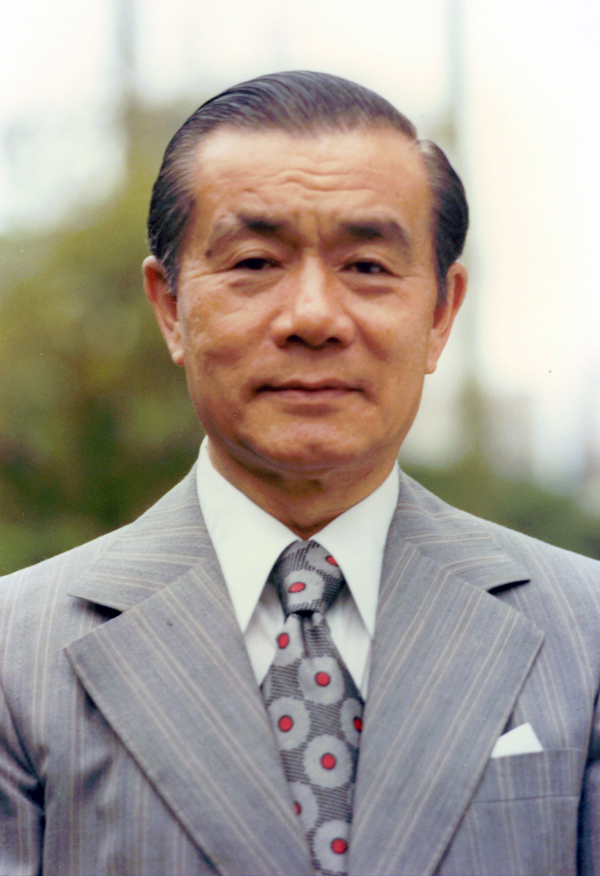
Sun Yun-suan

Sun Yun-suan (chinesisch 孫運璿, Pinyin Sūn Yùnxuán, * 11. November 1913 in Penglai, Provinz Shandong; † 15. Februar 2006 in Taipeh) war ein national-chinesischer Ingenieur und Politiker. Als Minister für Wirtschaftsangelegenheiten (1969–1978) und Premier der Republik China (1978–1984) war er Hauptverantwortlicher für den Wandel Taiwans von einer Agrar- in eine Exportnation.

## Leben
1934, kurz bevor diese von den Japanern übernommen wurde, erhielt Sun sein Ingenieurdiplom für Elektromechanik von der Polytechnischen Universität Harbin. 1945 zog er von China nach Taiwan, um für die Taiwan Power Company, die 1946 gegründet wurde, zu arbeiten.
Vor seiner Arbeit als Verkehrsminister (1967–1969) hatte Sun verschiedene Ingenieurs-Posten inne. 1969 wurde er Minister für Wirtschaftsfragen, am 30. Mai 1978 dann Premierminister der Republik China. Er wurde zu einem der Chefarchitekten von Taiwans Wirtschaftswunder in den 1980er Jahren. Dieses geschah während Suns Amtszeit durch die Zehn Infrastruktur-Projekte, welche auch die Fertigstellung des Chiang Kai-shek International Airport (seit 2006 Flughafen Taiwan Taoyuan) und der ersten Autobahn Taiwans beinhalteten.
Sun war bei Präsident Chiang Ching-kuo hoch angesehen und galt als dessen Erbe, aber nach einem Schlaganfall 1984 endete seine politische Karriere. Lee Teng-hui wurde Chiangs Erbe und Nachfolger. Suns Amtszeit endete am 20. Mai 1984 und er erhielt die Ehrenposition als Berater des Präsidenten der Republik China. Seither war er Hauptratgeber für Gesundheitsfragen, vor allem für Vorbeugung bei Bluthochdruck bei alten Menschen.
| Personendaten    | Personendaten                        |
| ---------------- | ------------------------------------ |
| NAME             | Sun Yun-suan                         |
| ALTERNATIVNAMEN  | Sūn Yùnxuán; 孫運璿                  |
| KURZBESCHREIBUNG | taiwanischer Ingenieur und Politiker |
| GEBURTSDATUM     | 11. November 1913                    |
| GEBURTSORT       | Penglai, Provinz Shandong            |
| STERBEDATUM      | 15. Februar 2006                     |
| STERBEORT        | Taipeh                               |